# قنبرآباد (نظرآباد)
قنبرآباد (هشتگرد)، روستایی از توابع بخش مرکزی شهرستان ساوجبلاغ در استان البرز ایران است

## جمعیت
این روستا در دهستان تنکمان قرار دارد و براساس سرشماری مرکز آمار ایران در سال ۱۳۸۵، جمعیت آن ۱۲۱ نفر (۳۱خانوار) بوده‌است.